# الموسيقى المنحطة
الموسيقى المنحطة (بالألمانية: Entartete Musik)‏، تُلفظ بالألمانية: [ɛntˈaʁtɛtə muˈziːk]) هي وصف تم تطبيقه في ثلاثينيات القرن الماضي من قبل الحكومة النازية في ألمانيا على بعض أشكال الموسيقى التي اعتبرتها ضارة أو منحلة. كان اهتمام الحكومة النازية بالموسيقى المنحلة جزءًا من حملتها الأكبر شهرة ضد الفن المنحل ((بالألمانية: Entartete Kunst)‏. في كلتا الحالتين، حاولت الحكومة عزل الأعمال أو تشويه سمعتها أو تثبيطها أو حظرها.

## التأكيد العنصري
تم تحديد الملحنين اليهود مثل فيليكس مندلسون وجوستاف ماهلر وادينو من قبل النازيين (Petit and Giner, 34). في لايبزيغ، أزيل تمثال برونزي لمندلسون. كلف النظام الموسيقى لاستبدال موسيقاه العرضية بـ A Midsummer Night's Dream (Petit and Giner, 42).

على الرغم من أن النازيين أرادوا تشويه سمعة الفنانين اليهود بسبب عرقهم، إلا أنهم أرادوا أيضًا أن يكون لديهم سبب أفضل. كان العذر هو أن بعض الموسيقى كانت «معادية لألمانيا» ولهذا السبب يجب حظر بعض الأغاني. يقابل يقين هذه الفلسفة عدم القدرة على قول ما يُحسب على أنه «معادٍ لألمانيا». لم يستطع الكثير من الناس، مثل غوبلز، الإشارة إلى الموسيقى الألمانية وما لها من «تأثير يهودي». قال غوبلز، الذي لم يكن موسيقيًا ولا لديه خبرة في هذا الموضوع، «كل الموسيقى ليست مناسبة للجميع» (Potter n.d.) )

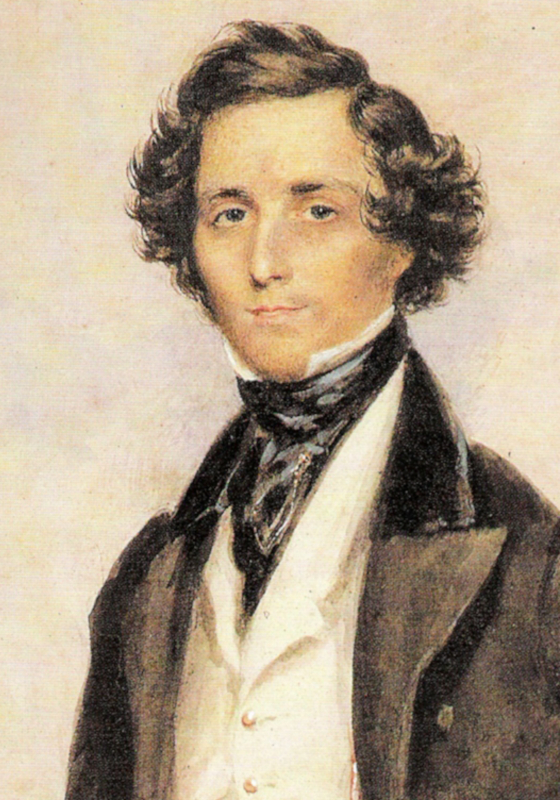
صورة ل فيلكس مندلسون من قبل الإنجليز المنمنمات جيمس وارن شيلد (1778-1862)، 1839
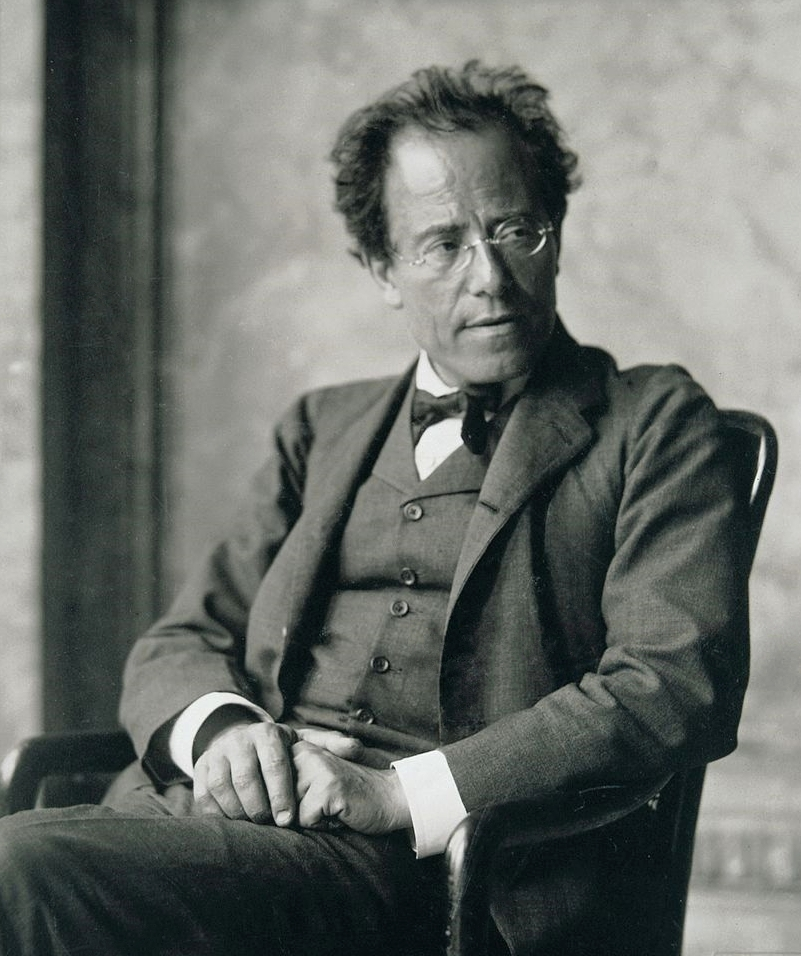
غوستاف ماهلر ، تم تصويره في عام 1907 في نهاية فترة عمله كمدير لفيينا هوفر
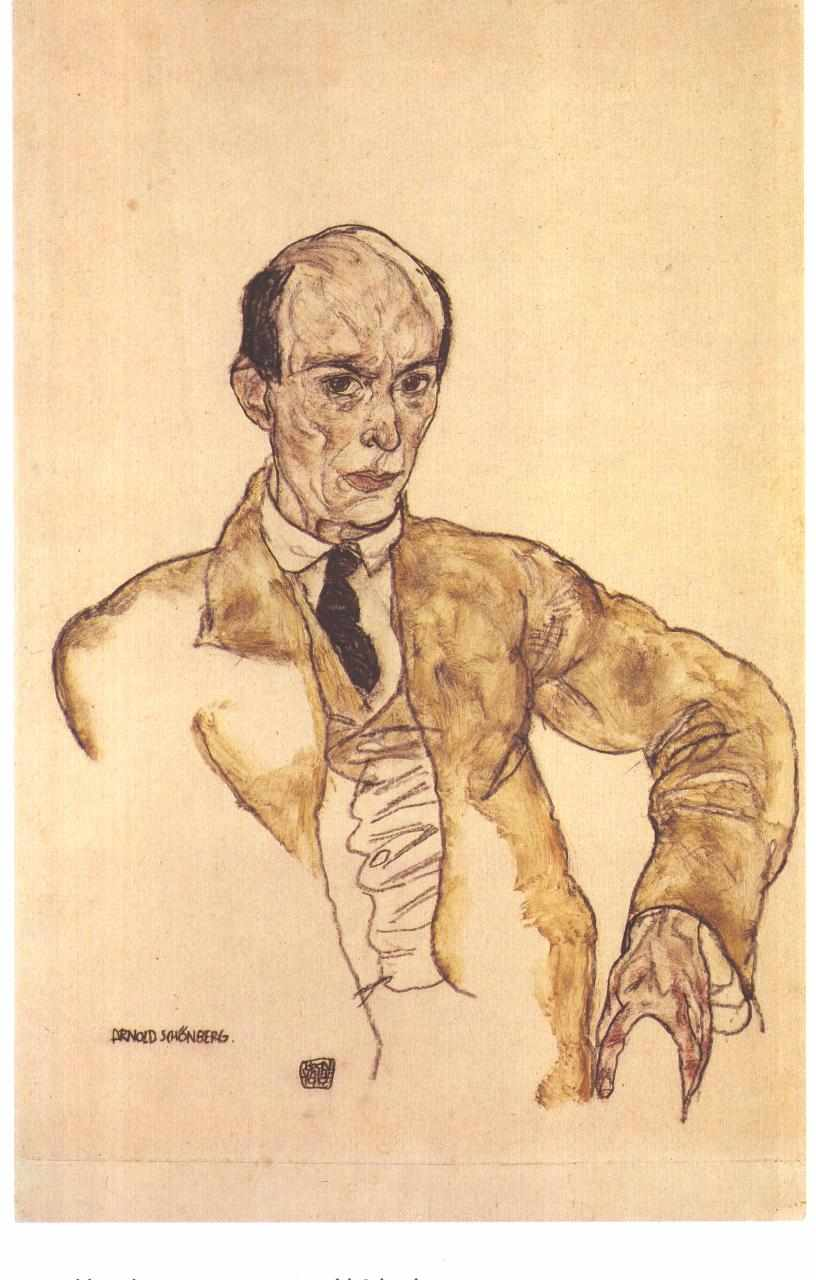
أرنولد شوينبرج ، بقلم إيغون شييل ، 1917
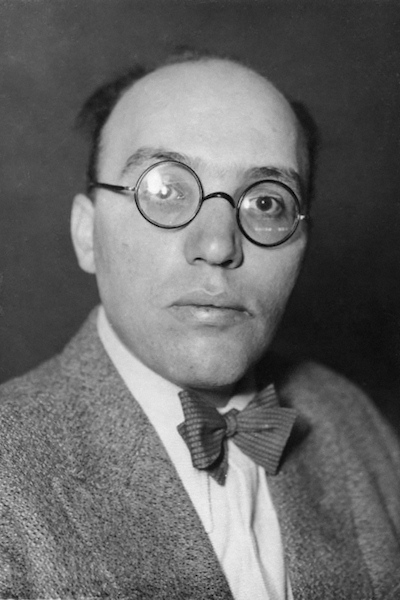
كيرت ويل في عام 1932

 حظر النازيون أيضًا موسيقى الجاز، بما في ذلك حظر العزف المنفرد وفواصل الطبول.

## تمييز
منذ الاستيلاء النازي على السلطة فصاعدًا، وجد هؤلاء الملحنون صعوبة في الحصول على عمل أو أداء موسيقاهم. ذهب العديد إلى المنفى (على سبيل المثال، أرنولد شوينبيرج، كورت ويل، بول هندميث، بيرثولد جولدشميت)؛ أو تراجع إلى «المنفى الداخلي» (على سبيل المثال، كارل أماديوس هارتمان، بوريس بلاشر)؛ أو انتهى بهم المطاف في معسكرات الاعتقال (على سبيل المثال، فيكتور أولمان، أو إروين شولهوف).
مثل الفن المنحط، تم عرض أمثلة على الموسيقى المنحطة في المعارض العامة في ألمانيا بدءًا من عام 1938. تم تنظيم واحدة من أولى هذه في دوسلدورف من قبل هانز سيفيروس زيغلر، في ذلك الوقت المشرف على مسرح فايمار الوطني، الذي أوضح في خطاب افتتاحي أن انحطاط الموسيقى كان «بسبب تأثير اليهودية والرأسمالية».
تم تنظيم معرض زيغلر في سبعة أقسام، مكرسة لـ (Anon. 1938) :
1. تأثير اليهودية
2. شونبيرج
3. كيرت ويل وإرنست كرينك
4. البلاشفة الصغار (فرانز شريكر، ألبان بيرج، إرنست توتش، إلخ.)
5. ليو Kestenberg، مدير التربية الموسيقية قبل عام 1933
6. أوبرا وهنديميث
7. إيغور سترافينسكي

منذ منتصف التسعينات أصدرت شركة ديك لتسجيلات سلسلة من التسجيلات تحت عنوان "Entartete Musik: Music Suppression by the Reich Reich"، والتي تغطي الأعمال الأقل شهرة من قبل العديد من الملحنين المذكورين أعلاه.